# Abdul Jalig
Abduljalig Abdul Ali oghlu Rzaguliyev (en azerí: Əbdülxalıq Əbdül Əli oğlu Rzaquliyev, Bakú, RSS de Azerbaiyán, 5 de mayo de 1920 - Bakú, Unión Soviética, 30 de septiembre de 1988) fue un pintor, pedagogo y artista soviético de origen azerbaiyano, fue galardonado con el título de Artista de Honor de la República Socialista Soviética de Azerbaiyán.

## Biografía

### Infancia y estudios
Abduljalig Rzaguliyev nació en 5 de mayo de 1920 en Bakú, en es época parte de la RSS de Azerbaiyán actualmente capital de la República de Azerbaiyán. Entre 1934 y 1939, estudió en la Escuela Estatal de Arte de Azerbaiyán, y un año después fue admitido en el Instituto Estatal de Arte de Moscú, pero regresó a Bakú, dejando inconclusa su educación superior debido al estallido de la Segunda Guerra Mundial. Durante la guerra, trabajó con sus colegas Boyukagha Mirzazade, Latif Fayzullayev y Baghir Maratli en la Escuela Estatal de Arte de Azerbaiyán, y después de la guerra continuó su educación en el Instituto de Arte de Moscú, donde defendió su diploma y posteriormente regresó a Bakú en 1949.
Después de completar su educación continuó su actividad pedagógica, trabajó como profesor en la Escuela Estatal de Arte de Bakú que lleva el nombre del destacado artista azerbaiyano Azim Azimzade y posteriormente en el Instituto Estatal de Artes de Azerbaiyán. 
Murió el 30 de septiembre de 1988 a los 68 años de edad en Bakú.

### Carrera
La obra del artista se compone de pinturas argumentales, retratos, naturalezas muertas y paisajes. En 1940 publicitó el cuadro «Vacaciones en la granja colectiva» y en la primera «Exposición de otoño» de 1946 expuso los carteles «Paisaje» y «Bazar». Sus obras de posguerra incluyen la «Canción del conductor del tractor» (1957) y «Reporteros» (1961). En las exposiciones republicanas celebradas en la década de 1950 se exhibieron sus pinturas de diversos géneros, así como sus estudios de «Naturaleza muerta», «Pirsaat Chay», «Crepúsculo», «Montañas», «Día soleado» y «Paisaje».
Las obras de Abdul Jalig en los géneros de paisaje y naturaleza muerta incluyen pinturas sobre la vida italiana, turca y estadounidense, «Demostración de mayo en Bakú» (1943), «Cosecha de uvas» (1946), «Flores silvestres» (1955), «Naturaleza muerta con pájaros» (1957), «Calle en Estambul» (1960), «Campamento de campo» (1963) y otros. Fue autor de numerosos retratos de conocidos personajes azerbaiyanos y soviéticos como «Gachag Nabi» (1959), «Nariman Narimanov» (1969), «Aliagha Vahid» (1970), «Azim Azimzade» (1970), «Madre» (1970), «Ziya Bunyadov» (1978 ), «Mehdi Huseynzadeh» y otros retratos, así como estudios dirigidos a ciudades como Shamaji, Zagatala, Moscú, Estambul y Bakú.
El trabajo del artista en la década de 1960 se centra en pinturas de temática laboral, tales como «El granjero colectivo Sevil Gaziyeva», «El patio de la granja colectiva», «La mujer campesina colectiva», «Pescadores», «Plaza del trabajo», «Pescadores de Lankaran» y «Vacaciones de la cosecha». En esos años, Abdul Jalig visitó Turquía e Italia como miembro de artistas soviéticos. Junto con otros artistas, expuso treinta y cuatro obras, incluidos veinte retratos y catorce paisajes, en una exposición colectiva en 1962. Su obra «Venecia» se encuentra en la exposición permanente del Museo Nacional de Arte de Azerbaiyán.
Algunas de sus obras se han expuesto en Georgia, Moldavia, Lituania, Letonia, Checoslovaquia, Egipto, Siria, Líbano y otros países. Sus obras se conservan en museos y colecciones privadas de Bakú, Moscú y Estambul.